# Oscar Garré
Pour les articles homonymes, voir Garré.
Oscar Garré, né le 9 décembre 1956 à Buenos Aires, est un joueur de football et entraîneur argentin. Cet ancien défenseur passe une majeure partie de sa carrière au Club Ferro Carril Oeste. Il est membre de l'équipe qui remporte la Coupe du monde de 1986 tenue au Mexique.

## Biographie

### Carrière en club (1974-1994)
Garré évoluait au poste de défenseur, il était réputé pour des tacles parfois brutaux sur les attaquants adverses et sa capacité à échapper à d'éventuelles sanctions des arbitres ; l'un de ses surnoms, El Mago, c'est-à-dire le magicien, ironise sur cette particularité. Il débute au Ferro Carril Oeste, club auquel il reste fidèle pendant pratiquement toute sa carrière. C'est avec cette équipe qu'il remporte le championnat d'Argentine en 1982 et 1984. Garré est transféré pour la première fois à l'Atlético Huracán, club de Buenos Aires. Il y passe la saison 1988-1989 puis s'éloigne pendant une saison vers le championnat israélien : au sein du Hapoël Kfar Sabah. Lors de la saison 1990-1991, il retourne dans son club d'origine avec lequel il termine sa carrière de joueur professionnel en 1994.

### Sélection nationale (1983-1988)
Sélectionné en équipe d'Argentine de 1983 à 1988, Garré n'inscrit aucun but en 39 matchs,. Il est appelé pour la première fois par le sélectionneur Carlos Bilardo pour disputer un match amical contre le Chili, à Santiago. Ne venant pas d'un des deux clubs majeurs du championnat argentin que sont River Plate et les Boca Juniors, sa sélection est critiquée mais Garré affirme avoir profité du soutien de ses équipiers et de l'encadrement technique. Il remporte la Coupe du monde de 1986 ; il en dispute quatre matchs : les trois matchs de poule (contre la Corée du Sud, l'Italie et la Bulgarie) puis le 8e de finale face à l'Uruguay,.

### Entraîneur
Ayant pris sa retraite en tant que joueur, Garré se consacre au poste d'entraîneur. Il débute pour ce nouveau rôle à Ferro Carril Oeste en 1995 au sein du championnat Apertura. Il est transféré à Lanús en 1997, toujours dans le championnat Apertura. En 2000, Garré entraîne pour la première fois un club étranger avec les Chiliens du Deportes Concepción puis l'Universidad Católica en 2004. Cependant il est licencié trois mois après son arrivée en raison des mauvais résultats de l'équipe : sous son aile, l'Universad Católica a perdu sept matches sur neuf, ce rendement était inédit depuis 1946. Il revient dans son pays en 2005 où il est responsable de l'Atlético Rafaela. Il est nommé sélectionneur de l'équipe d'Argentine des moins de 17 ans au début de l'année 2011.

### Vie privée
Il est le père des joueurs Ezequiel Garré et Emiliano Garré.

## Palmarès

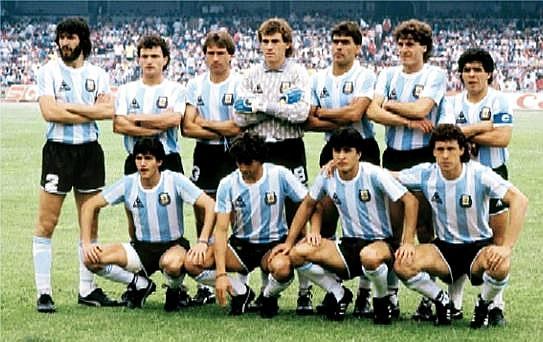
Onze titulaire de l'Argentine face à la Corée du Sud en phase de poules de la Coupe du monde 1986.

### En sélection
- Vainqueur de la Coupe du monde 1986 avec l'Argentine

### En club
- Champion d'Argentine avec le Ferro Carril Oeste en 1982 et 1984 au sein du championnat Nacional